# Сосновка (Тюменцевський район)
Сосно́вка (рос. Сосновка) — селище у складі Тюменцевського району Алтайського краю, Росія. Входить до складу Березовської сільської ради.

## Населення
Населення — 342 особи (2010; 412 у 2002).
Національний склад (станом на 2002 рік):
- росіяни — 95 %